# Torre Nao
La Torre Nao, o Torre di Nao, és una torre de guaita situada dalt del promontori Cap Colonna, al municipi de Crotona, Itàlia. És una de les 12 torres que al segle xvi van construir els espanyols al marquesat de Crotona per frenar les freqüents incursions dels vaixells turcs.
De planta quadrada, amb un cos paral·lelepípede, va ser acabada el 1568. Dotada de grans matacans, i amb una escala exterior de tres trams, que formava un cos avançat de defensa, amb un pont llevadís retràctil, accionat des de l'interior per una politja, assegurava l'aïllament de la pròpia torre.
El nou sistema defensiu espanyol preveia la construcció de poderoses torres de vigilància visibles entre elles per poder senyalitzar oportunament l'arribada de vaixells estrangers. El projecte va ser engegat pel virrei espanyol Don Pedro de Toledo, però la seva completa implementació només es va aconseguir a finals del segle xvi, sota el virrei de Parafan de Ribera.
El 1810 la Torre de Nao va ser inclosa en el sistema duaner francès. Després de la unificació d'Itàlia es va convertir en la seu del comandament d'una brigada de la Guardia di Finanza. Avui la Torre Nao del Cap Colonna acull l'homònim Antiquarium que recull importants troballes d'arqueologia submarina trobades als trams de mar davant del promontori. Forma part del Parc Arqueològic de Cap Colonna, amb les restes de l'antiga Heraion Lakinion, de la que destaca columna dòrica del Santuari d'Hera Lacinia.